# Owego (hrabstwo Tioga)
Owego – wieś w Stanach Zjednoczonych, w stanie Nowy Jork, w hrabstwie Tioga.